# Паттон, Кэндис
Кэндис Паттон (англ. Candice Patton; род. 24 июня 1988, Джэксон, Миссисипи) — американская телевизионная актриса.

## Биография
Кэндис Паттон родилась в 1985 году. Окончила Южный методистский университет со степенью бакалавра. Начала свою карьеру в дневных мыльных операх, а после появилась в сериалах «Герои», «Анатомия страсти» и «C.S.I.: Место преступления Майами», а в 2013-14 годах имела второстепенную роль в ситкоме «Игра»[уточнить]. В 2014 году Паттон получила одну из центральных ролей в сериале The CW «Флэш».

## Фильмография
| Год         | Название на русском               | Название на английском     | Роль            | Примечания                                                                   |
| ----------- | --------------------------------- | -------------------------- | --------------- | ---------------------------------------------------------------------------- |
| 2004-2005   | Молодые и дерзкие                 | The Young and the Restless | Робин           | Второстепенная роль                                                          |
| 2007        | Дерзкие и красивые                | The Bold and the Beautiful | Кэнди           | Второстепенная роль                                                          |
| 2008        | Дни нашей жизни                   | Days of Our Lives          | Джилл           | Второстепенная роль                                                          |
| 2009        | Красавцы                          | Entourage                  | Помощник Дэна   | 3 эпизода                                                                    |
| 2009        | Касл                              | Castle                     | Молодая женщина | Эпизод: «Inventing the Girl»                                                 |
| 2009        | Герои                             | Heroes                     | Оливия          | Эпизоды: «Chapter Six 'Strange Attractors'» и «Chapter Eight 'Shadowboxing'» |
| 2009        | Дни нашей жизни                   | Days of Our Lives          | Алиша           | Второстепенная роль                                                          |
| 2010        | Забытые                           | The Forgotten              | Келли           | Эпизод: «Double Doe»                                                         |
| 2010        | Холм одного дерева                | One Tree Hill              | Подруга Кейти   | Эпизоды: «The Last Day of Our Acquaintance» и «Learning to Fall»             |
| 2010        | Анатомия страсти                  | Grey’s Anatomy             | Мэг Вэйлон      | Эпизод: «Almost Grown»                                                       |
| 2011        | Убийца в социальной сети          | The Craigslist Killer      | Кейт            | Телефильм канала Lifetime                                                    |
| 2011        | Закон Хэрри                       | Harry’s Law                | Дениз Рейнс     | Эпизод: «American Dreams»                                                    |
| 2011        | C.S.I.: Место преступления Майами | CSI: Miami                 | Венди Гибсон    | Эпизод: «Blood Lust»                                                         |
| 2011        | Будь мужчиной                     | Man Up                     | Дана            | 3 эпизода                                                                    |
| 2012        | Главнокомандующий                 | Commander and Chief        | Дана            |                                                                              |
| 2012        | Риццоли и Айлс                    | Rizzoli & Isles            | Вдова           | Эпизод: «This Is How a Heart Breaks»                                         |
| 2014        | Гость                             | The Guest                  | сержант Холуэй  | Второстепенная роль                                                          |
| 2014        | Мой мальчик                       | About a Boy                | Вероника        | Эпизод: «About Total Exuberance»                                             |
| 2013—2014   | Игра[уточнить]                    | The Game                   | Тори            | Второстепенная роль, 9 эпизодов                                              |
| 2014 — 2023 | Флэш                              | The Flash                  | Айрис Уэст      | Регулярная роль                                                              |
| 2017        | Супергёрл                         | Supergirl                  | Айрис Уэст      | Эпизод: «Crisis on Earth-X, Part 1»                                          |
| 2017        | Стрела                            | Arrow                      | Айрис Уэст      | Эпизод: «Crisis on Earth-X, Part 2»                                          |
| 2017        | Легенды завтрашнего дня           | Legends of Tomorrow        | Айрис Уэст      | Эпизод: «Crisis on Earth-X, Part 4»                                          |